# Oropolí
Oropolí es un municipio del departamento de El Paraíso en la República de Honduras.

## Toponimia
Oropolí se encuentra en lengua mexicano y significa "Río de los Grandes Olotes".

## Límites
Oropolí se encuentra en una planicie rodeada de colinas y montañas y cerca del Río de San José.
| Orientación | Límite                                         |
| ----------- | ---------------------------------------------- |
| Norte       | Municipio de Yuscarán, El Paraíso              |
| Sur         | Municipio de San Lucas, El Paraíso             |
| Sur         | Municipio de San Antonio de Flores, El Paraíso |
| Este        | Municipio de Alauca, El Paraíso                |
| Oeste       | Municipio de San Lucas, El Paraíso             |
|             | Municipio de Güinope, El Paraíso               |

## Historia
En 1791, en el recuento de población de 1791, Oropolí formaba parte del Curato de Texiguat.
En 1865, a Oropolí le dieron categoría de Municipio.
En 1889, en la División Política de 1889 era parte del Distrito de Yuscarán.

## División Política
Aldeas: 11 (2013)
Caseríos: 78 (2013)
| Código | Aldea                            |
| ------ | -------------------------------- |
| 070901 | Oropolí (cabecera del municipio) |
| 070902 | Chaguite Grande                  |
| 070903 | El Barro                         |
| 070904 | El Corralito                     |
| 070905 | El Desecho                       |
| 070906 | El Jícaro                        |
| 070907 | La Mesa                          |
| 070908 | Las Casitas                      |
| 070909 | Las Crucitas                     |
| 070910 | Orealí                           |
| 070911 | Samayare                         |
|        | Rosa de Abril (Agua Podrida)     |
|        | Quebrada grande                  |
|        | El Carrizal                      |
|        | El Hisopo                        |